# Curitiba
Curitiba är en stad och kommun i södra Brasilien och är huvudstad i delstaten Paraná. Befolkningen uppgår till 1,9 miljoner invånare, med totalt 3,4 miljoner i hela storstadsområdet. Curitiba grundades officiellt den 29 mars 1693 och ligger 90 km väster om Paranaguá vid atlantkusten.

## Administrativ indelning
Kommunen var år 2010 indelad i åtta administrativa regioner:
- Bairro Novo
- Boa Vista
- Boqueirão
- Cajuru
- Matriz
- Pinheirinho
- Portão
- Santa Felicidade

## Befolkningsutveckling
| Område          | Areal (km²) | Invånarantal 1 augusti 2000 | Invånarantal 1 augusti 2010 | Invånarantal 1 juli 2014 |
| --------------- | ----------- | --------------------------- | --------------------------- | ------------------------ |
| Storstadsområde | 15 418,29   | 2 768 394                   | 3 174 201                   | 3 414 115                |
| Kommun          | 435,04      | 1 587 315                   | 1 751 907                   | 1 864 416                |

Storstadsområdet, Região Metropolitana de Curitiba, består av totalt 26 kommuner:
- Adrianópolis, Agudos do Sul, Almirante Tamandaré, Araucária, Balsa Nova, Bocaiúva do Sul, Campina Grande do Sul, Campo Largo, Campo Magro, Cerro Azul, Colombo, Contenda, Curitiba, Doutor Ulysses, Fazenda Rio Grande, Itaperuçu, Lapa, Mandirituba, Pinhais, Piraquara, Quatro Barras, Quitandinha, Rio Branco do Sul, São José dos Pinhais, Tijucas do Sul och Tunas do Paraná